# Sebastian Dudek
Sebastian Dudek (Żary, 19 gennaio 1980) è un ex calciatore polacco, di ruolo centrocampista.

## Carriera

### Club
La sua carriera inizia nel 1998, quando gioca per il Promień Żary. Il 21 luglio 2011, in una partita di UEFA Europa League 2011-2012 contro il Dundee United, realizza un gol nell'angolo alto della porta, contribuendo al passaggio del turno della sua squadra.

## Palmarès

### Club

#### Competizioni nazionali
- Campionato polacco: 1

Śląsk Breslavia: 2011-2012